# Paralimna plumbiceps
Paralimna plumbiceps är en tvåvingeart som beskrevs av Cresson 1916. Paralimna plumbiceps ingår i släktet Paralimna och familjen vattenflugor. Inga underarter finns listade i Catalogue of Life.